# Licaria tomentosa
Licaria tomentosa är en lagerväxtart som beskrevs av H. van der Werff. Licaria tomentosa ingår i släktet Licaria och familjen lagerväxter. Inga underarter finns listade i Catalogue of Life.